# 欧内斯特·科米尔大厦
欧内斯特·科米尔大厦（法語：Édifice Ernest-Cormier）曾是加拿大魁北克省蒙特利尔第二个以蒙特利尔司法宫（Palais de justice de Montréal）为名的法院。它建于1922年至1926年间，由建筑师Louis-Auguste Amos、Charles Jewett Saxe和欧内斯特·科米尔设计。这是科米尔从巴黎留学回到蒙特利尔后的第一个重要作品。在科米尔于1980年去世后，该建筑以他的名字重新命名。它目前是魁北克上诉法院所在地。
它位于东圣母街100号，街对面是第一个蒙特利尔司法宫Édifice Lucien-Saulnier和现在的法院。